# NGC 2635
NGC 2635 ist die Bezeichnung für einen offenen Sternhaufen im Sternbild Kompass. NGC 2635 hat einen Durchmesser von 3 Bogenminuten und eine scheinbare Helligkeit von 11,2 mag. Das Objekt wurde am 2. Februar 1835 von John Herschel entdeckt.